# 馬修·古德
馬修·古迪（1978年4月3日—）是一名英國男演員。古迪自17歲起專攻舞台劇，曾就讀伯明翰大学與韋伯·道格拉斯戲劇學院。2002年，時年24歲的古迪演出電視電影《新灰姑娘》，自此轉戰影視界。他以2004年的浪漫喜剧片《第一千金歐遊記》打進好萊塢，隔年又與導演伍迪·艾伦合作《迷失決勝分》。在往後的幾年內，古迪每年大約有一部電影問世，包含文學名著改編的《故園風雨後》、超級英雄大片《守護者》和浪漫喜剧片《敗犬求婚日》，2011年澳洲電影《火人》讓古迪首次得到主流獎項的肯定。
2012年開始，古迪增加往電視劇界發展的比重，於隔年主演了英国广播公司（BBC）製播的兩部影集《边缘之舞》和《彭伯利谋杀案》。隨後，他先後獲選參演《「法」妻》、《唐顿庄园》與《王冠》等熱門影集，更進一步地為觀眾所熟知，並以《王冠》入圍黃金時段艾美獎最佳劇情類影集客串男演員。2018年起，古迪擔任奇幻影集《魔約之書》的主演，2023年憑藉《教父秘辛》入圍评论家选择奖最佳電影或迷你劇男配角。

## 早年
1978年4月3日，古迪出生於英國德文郡埃克塞特，是家中五位子女的么兒。古迪的父親是美國人，職業為地质学家（2003年去世），母親是孤兒出身，身分是護士兼業餘舞台劇導演。古迪是母親再婚生下的孩子，她在第一段婚姻就有三個兒女，然後時隔11年才生下古迪的親哥哥詹姆斯（James）和古迪。古迪同母異父的姊姊之一是莎莉·米恩（Sally Meen），她1990年代曾在GMTV擔任天氣播報員。
古迪在克萊斯特聖瑪麗的村莊長大，並就讀私立的埃克塞特學校。古迪6歲時在學校演出過《柳林風聲》，母親也推著他演出她的舞台劇，不過古迪自稱在17歲時才迷上演戲，他在該年演出了《犁与星》和《理查三世》。英國男演員邁可·坎邦對古迪有很深的影響，小時候看的《歌舞神探》和1995年看的《狐坡尼》讓古迪將坎邦視為神一般的存在。踏上演戲這條路後，古迪就讀伯明翰大学，於1998年畢業並取得戲劇學系（Drama and Theatre Arts）學位。古迪也進了伦敦的韋伯·道格拉斯戲劇學院，接受舞台劇的訓練。

## 演藝生涯

### 2001年—2008年
古迪在2001年演出了水星劇場的威廉·莎士比亚劇作《暴風雨》，但他的舞台劇生涯並未持久，因為在2002年時，24歲的他演出了第一部影劇作品——根據同名小說改編的電視電影《新灰姑娘》，自此開始在影劇界發展起來。在2004年上映的美國愛情喜劇片《第一千金歐遊記》中，古迪既是首次踏足好萊塢，也是首次擔綱主演，飾演保護美國總統之女（曼迪·穆尔飾演）的英國特務，儘管對方被蒙在鼓裡。雖然該片並不叫座，古迪的演出讓他獲得不少人氣，特別是來自年輕女性族群，古迪對此表示：「我突然被大眾注意到，即使我從沒想過自己會打進這個觀眾客群。我有點嚇壞了，不過我也因此得以與某些導演見面、讀某些劇本，以前的我根本沒有這樣的機會。」
在以《第一千金歐遊記》取得事業突破後，古迪隔年獲選演出伍迪·艾伦的導演作品《迷失決勝分》，使他的事業再創佳績。古迪在該片飾演被女主角（史嘉蕾·喬韓森飾演）出軌的有錢未婚夫，他對年輕貴族的詮釋獲《衛報》影評人彼得·布萊德肖讚為「入木三分的表現」。2006年，古迪主演了《新娘向後跑》，飾演被蕾絲邊妻子（潘波·裴拉柏飾演）出軌的男子，並在《貝多芬未緣曲》中飾演女主角（黛安·克魯格飾演）的情人。2007年，古迪與喬瑟夫·高登-李維合演犯罪片《監守自盜》，《纽约时报》的影評人麥特·佐勒·塞茨讚賞他「集聰明才智、冷血殘酷和自我厭惡於一身」的演出。2008年，古迪在小說《夢斷白莊》改編的《故園風雨後》中飾演男主角。
在回顧這個時期時，古迪自認早期戲路與裘德·洛、伊万·迈克格雷戈和休·格蘭特有所重疊，他也向外界否認自己模仿了傑瑞米·艾恩斯的演出。《星期日先驅報》在2006年將古迪、詹姆士·達西與勞倫斯·福克斯並列為時下崛起的年輕英國新星。

### 2009年—2015年

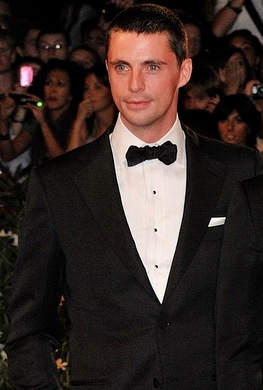
2009年，費頓出席威尼斯电影节。

2009年，古迪演出同名漫畫改編的超級英雄大片《守護者》，飾演人稱「法老王」（Ozymandias）的安德林·偉特。導演查克·史奈德稱古迪是少數同時符合「英俊、美麗、城府深」的人選，不過外界對此評價兩極，《綜藝雜誌》的影評人賈斯汀·張（Justin Chang）認為古迪恰到好處地詮釋出神秘感，負評則指稱古迪身材不符、詮釋錯誤、氣質不到位。古迪同年也出演小說《單身》改編的劇情片《摯愛無盡》，飾演男主角（哥連·費夫飾演）已逝的同性摯愛。2010年，古迪與艾美·亞當斯在浪漫喜剧片《敗犬求婚日》中飾演一對終成眷屬的男女，《芝加哥太陽報》的影評人罗杰·埃伯特大讚兩人剛相識時的「負面火花」，《綜藝雜誌》的丹尼斯·哈維（Dennis Harvey）則褒獎古迪的喜劇演出。
2011年，古迪主演澳洲劇情片《火人》，該片以非線性敘事深刻描繪他的角色陷入的人生困境。《荷里活報道》撰文稱道，一旦觀眾釐清了主角的處境，古迪的演出可以觸動觀眾；他以該片入圍澳大利亞影視藝術學院獎最佳男主角。2013年，古迪領銜主演英国广播公司（BBC）的兩部影集《边缘之舞》和《彭伯利谋杀案》。同年，他也主演了韓國導演朴贊郁的心理驚悚片《慾謀》，飾演內心黑暗的叔叔角色，與女主角（蜜雅·娃絲柯思卡飾演）和其寡母（妮可·基嫚飾演）周旋。Hollywood.com的影評人布萊恩·莫伊蘭（Brian Moylan）讚賞古迪在正常外表底下的邪惡和危險的吸引力。2014年，古迪參演了《模仿游戏》，飾演二戰時恩尼格瑪密碼機破譯團隊的負責人休·亞歷山大。
2014年起，古迪在CBS法庭劇《「法」妻》中飾演州檢察官芬恩·波馬爾（Finn Polmar），自第5季第15集起接替喬西·查爾斯飾演的威爾·加德納（Will Gardner）。2015年5月，《「法」妻》第6季播畢後，古迪離開了劇組。與此同時，古迪也在ITV电视网影集《唐顿庄园》第5季的聖誕節特別篇中登場，飾演主要角色瑪麗·考利（Mary Crawley，米歇尔·道克瑞飾演）的新歡亨利·塔波特（Henry Talbot）。之後古迪在2015年播出的第6季（亦是最終季）和2019年電影版《唐頓莊園》回歸、亨利與瑪麗步入禮堂，但他因檔期問題而未能演出第二部電影《唐頓莊園：全新世代》。

### 2016年至今
2016年，古迪投身斯特魯伽茨基兄弟小說《路邊野餐》改編的WGN-TV影集，但僅拍了試播集就被腰斬。同樣在2016年，古迪、男演員馬修·瑞斯和葡萄酒專家乔·法托里尼攜手主持ITV电视网的品酒節目《葡萄酒秀》（暫譯，The Wine Show）。2017年，古迪加入Netflix時代劇《王冠》，飾演第2季的主要角色第一代斯诺登伯爵安东尼·阿姆斯特朗-琼斯，該角色在第七集娶了女主角之一瑪嘉烈公主（凡妮莎·寇比飾演）。古迪憑藉演出該劇而入圍第70屆黃金時段艾美獎最佳劇情類影集客串男演員，但在第3季因角色變老而由班·丹尼爾斯接演。
2018年，古迪參演天空第一台的奇幻影集《魔約之書》，飾演主要角色馬修·柯雷孟（Matthew Clairmont）教授，他既是牛津畢業的分子生物学家，也是個吸血鬼。2021年，古迪與一眾明星共演《金牌特務：金士曼起源》。2022年，古迪主演Paramount+的傳記迷你劇《教父秘辛》中，該劇描寫1972年電影《教父》的幕後製作，他的角色是派拉蒙影業的知名製片人羅伯特·埃文斯。在第28届评论家选择奖上，古迪以《教父秘辛》入圍最佳電影或迷你劇男配角。2024年2月，據報導，古迪將出演Netflix影集《Q部門》（暫譯）。

## 個人生活
古迪身材高大，有6英尺2英寸（188），眼睛是蔚藍色。口音方面，古迪飾演的許多角色都操著上流人士的口音（儘管他並非上流出身），《獨立報》於2013年稱讚道，古迪的英語口音恰到好處混合了「深厚悅耳的上流腔調」和「收斂壓抑的精準公认发音」，足以迷倒美國觀眾。由於父親是美國人，他也能說出「無可挑剔」的美國口音。至於個人喜好，古迪嗜酒，2000年代受訪時經常一邊喝酒或處於宿醉狀態。他受父親影響而熱愛威士忌。
古迪的妻子是蘇菲·黛莫克（Sophie Dymoke），兩人從2005年開始交往，2008年之後才結婚。夫妻倆育有兩女一男，分別是瑪蒂達（Matilda）、泰迪（Teddie）與雷夫（Ralph），一家人住在薩里郡。孩子上學時，古迪會去钓鱼。在與黛莫克結婚之前，古迪曾與在戲劇學院認識的女演員瑪格瑪格·莫利納里（Margot Molinari）交往，兩人在2004年1月時已交往四個月。其他人際方面，古迪熟識班奈狄克·康柏拜區與傑米·道南，並會與後者一起打高爾夫球。

## 作品列表

### 電影
| 年份 | 片名                 | 角色名                                               | 備註       | 来源                        |
| ---- | -------------------- | ---------------------------------------------------- | ---------- | --------------------------- |
| 2003 | 西班牙恋曲           | 傑拉德·布雷南                                        |            | [ 67 ] [ 68 ]               |
| 2004 | 第一千金歐遊記       | 班·考德（Ben Calder）                                | 主演       | [ 69 ] [ 70 ]               |
| 2005 | 迷失決勝分           | 湯姆·休伊特（Tom Hewett）                            | 主演       | [ 23 ] [ 71 ] [ 72 ]        |
| 2006 | 新娘向後跑           | 海克特（Hector）                                     | 主演       | [ 73 ]                      |
| 2006 | 貝多芬未緣曲         | 馬丁·鮑爾（Martin Bauer）                            |            | [ 24 ] [ 74 ]               |
| 2007 | 監守自盜             | 蓋瑞·史帕苟（Gary Spargo）                           | 主演       | [ 25 ]                      |
| 2008 | 故園風雨後           | 查爾斯·萊德（Charles Ryder）                         | 主演       | [ 27 ] [ 75 ] [ 76 ]        |
| 2009 | 守護者               | 安德林·偉特／法老王（Ozymandias）                    |            | [ 28 ]                      |
| 2009 | 摯愛無盡             | 吉姆（Jim）                                          |            | [ 33 ] [ 34 ]               |
| 2010 | 敗犬求婚日           | 德克蘭（Declan）                                     | 主演       | [ 35 ] [ 36 ] [ 77 ] [ 78 ] |
| 2010 | 友情十字路           | 麥克·拉姆西（Mike Ramsay）                           |            | [ 79 ]                      |
| 2011 | 火人                 | 湯姆·基頓（Tom Keaton）                              | 主演       | [ 37 ]                      |
| 2013 | 慾謀                 | 查理（Charlie）                                      | 主演       | [ 80 ] [ 81 ] [ 82 ]        |
| 2013 | 美麗·錯誤            | 約翰·林德賽上校                                      |            | [ 83 ]                      |
| 2014 | 模仿游戏             | 休·亞歷山大                                          |            | [ 45 ]                      |
| 2015 | 深海逃脫             | 米契爾（Mitchell）                                   | 主演       | [ 84 ]                      |
| 2015 | 換命法則             | 詹森博士（Dr. Jensen）／歐布萊特博士（Dr. Albright） |            | [ 85 ]                      |
| 2016 | 同盟鶼鰈             | 蓋·桑斯特（Guy Sangster）                            |            | [ 86 ]                      |
| 2017 | 回憶的餘燼           | 亨特老師（Mr. Hunt）                                 |            | [ 87 ]                      |
| 2017 | 哈顿花园大劫案       | XXX                                                  | 主演       | [ 88 ]                      |
| 2017 | 大坏狐狸的故事       | 大野狼（Wolf）                                       | 英語版配音 | [ 89 ] [ 90 ]               |
| 2018 | 胎记                 | 班（Ben）                                            | 主演       | [ 91 ]                      |
| 2018 | 真愛收信中           | 席尼·史塔克（Sidney Stark）                          | 主演       | [ 92 ]                      |
| 2019 | 瞞天機密             | 彼得·博蒙特                                          | 主演       | [ 93 ] [ 94 ] [ 95 ]        |
| 2019 | 唐頓莊園             | 亨利·塔波特（Henry Talbot）                          |            | [ 50 ]                      |
| 2020 | 四个孩子与神奇动物   | 大衛（David）                                        |            | [ 96 ] [ 97 ]               |
| 2020 | 盜畫耆案             | 傑瑞米·哈欽森（Jeremy Hutchinson）                   |            | [ 98 ]                      |
| 2021 | 最後一個平安夜       | 西蒙（Simon）                                        | 主演       | [ 99 ]                      |
| 2021 | 彩色房间             | 柯利·薛爾特（Colley Shorter）                        | 主演       | [ 100 ] [ 101 ]             |
| 2021 | 金牌特務：金士曼起源 | 莫頓（Morton）／牧羊人（The Shepherd）               |            | [ 60 ]                      |
| 2022 | 房子裡的故事         | 雷蒙（Raymond）                                      | 配音       | [ 102 ] [ 103 ]             |
| 2022 | 中世纪               | 西吉斯蒙德                                           |            | [ 104 ] [ 105 ]             |
| 2023 | 佛洛伊德的最後一堂課 | C·S·路易斯                                           | 主演       | [ 106 ] [ 107 ] [ 108 ]     |
| 2024 | 噬血芭蕾             | 父親（Father）／克里斯多夫·拉札爾（Kristof Lazar）   |            | [ 109 ]                     |

### 電視劇
| 年份      | 節目名                            | 角色名                                 | 備註                                         | 来源                                   |
| --------- | --------------------------------- | -------------------------------------- | -------------------------------------------- | -------------------------------------- |
| 2002      | 新灰姑娘                          | 卡斯帕（Caspar）                       | 電視電影                                     | [ 110 ]                                |
| 2003      | 督察林利探案（暫譯）              | 彼得·林利（Peter Lynley）              | 集數：「合宜的復仇」（A Suitable Vengeance） | [ 111 ] [ 112 ]                        |
| 2004      | 因爱痴狂                          | 布魯克·伯吉斯（Brooke Burgess）        | 2集                                          | [ 113 ] [ 114 ]                        |
| 2005      | 瑪波小姐探案                      | 派屈克·西蒙斯（Patrick Simmons）       | 集數：「兇手公布」（A Murder Is Announced）  | [ 115 ] [ 116 ]                        |
| 2005      | 我的家人和其他动物                | 賴瑞劳·达雷尔（Larry Durrell）         | 電視電影                                     | [ 117 ]                                |
| 2012      | 鳥歌                              | 格雷上尉（Captain Gray）               | 主要角色；共2集                              | [ 118 ] [ 119 ]                        |
| 2012      | 有毒的樹（暫譯，The Poison Tree） | 雷克斯（Rex）                          | 主要角色；共2集                              | [ 120 ] [ 121 ]                        |
| 2013      | 边缘之舞                          | 史丹利·米契爾（Stanley Mitchell）      | 主要角色；共6集                              | [ 40 ] [ 122 ] [ 123 ] [ 124 ] [ 125 ] |
| 2013      | 彭伯利谋杀案                      | 喬治·威克漢                            | 主要角色；共3集                              | [ 41 ]                                 |
| 2013      | 梵蒂岡（暫譯，The Vatican）       | 貝恩德·科赫（Bernd Koch）              | 試播集；未播出                               | [ 126 ] [ 127 ]                        |
| 2014–2015 | 「法」妻                          | 芬恩·波馬爾（Finn Polmar）             | 主要角色（第5–6季）；共28集                  | [ 46 ] [ 47 ]                          |
| 2014–2015 | 唐顿庄园                          | 亨利·塔波特（Henry Talbot）            | 客串角色（第5季）、主要角色（第6季）；共7集  | [ 48 ] [ 49 ]                          |
| 2016      | 路邊野餐（暫譯，Roadside Picnic） | 雷德（Red）                            | 試播集；未播出                               | [ 53 ]                                 |
| 2016      | 葡萄酒秀（暫譯，The Wine Show）   | 本人                                   | 主持人；與馬修·瑞斯共任                      | [ 54 ]                                 |
| 2016      | 根                                | 威廉·華勒博士（Dr. William Waller）    | 主要角色；共2集                              | [ 128 ] [ 129 ]                        |
| 2017      | 王冠                              | 第一代斯诺登伯爵安东尼·阿姆斯特朗-琼斯 | 主要角色（第2季）；共3集                     | [ 55 ] [ 56 ]                          |
| 2018      | 無妄之災                          | 菲利浦·杜蘭特（Philip Durrant）        | 主要角色；共3集                              | [ 130 ]                                |
| 2018–2022 | 魔約之書                          | 馬修·柯雷孟（Matthew Clairmont）       | 主要角色；共25集                             | [ 59 ]                                 |
| 2022      | 教父秘辛                          | 羅伯特·埃文斯                          | 主要角色；共10集                             | [ 61 ] [ 62 ]                          |
| 2025      | Q部門（暫譯）                     | 卡爾·莫爾克（Carl Morck）              | 主要角色                                     | [ 64 ]                                 |

## 獲獎紀錄
| 年份 | 獎項                        | 類別                       | 入圍作品     | 結果 | 来源                    |
| ---- | --------------------------- | -------------------------- | ------------ | ---- | ----------------------- |
| 2012 | 第20屆澳洲影評人協會獎      | 最佳男主角                 | 《火人》     | 提名 | [ 131 ]                 |
| 2013 | 第2屆澳大利亞影視藝術學院獎 | 最佳男主角                 | 《火人》     | 提名 | [ 39 ]                  |
| 2014 | 瘋哥利牙鏈鋸獎              | 最佳男配角                 | 《慾謀》     | 獲獎 | [ 132 ]                 |
| 2014 | 第18屆卫星奖                | 最佳迷你劇或電視電影男主角 | 《边缘之舞》 | 提名 | [ 133 ] [ 134 ] [ 135 ] |
| 2014 | 第19屆聖地牙哥影評人協會獎  | 最佳群戲                   | 《模仿游戏》 | 提名 | [ 136 ] [ 137 ]         |
| 2015 | 棕榈泉国际电影节            | 群戲獎                     | 《模仿游戏》 | 獲獎 | [ 138 ]                 |
| 2015 | 第21屆美國演員工會獎        | 最佳電影群戲               | 《模仿游戏》 | 提名 | [ 139 ]                 |
| 2017 | 第23屆美國演員工會獎        | 最佳劇情類影集群戲         | 《唐顿庄园》 | 提名 | [ 140 ]                 |
| 2018 | 第70屆黃金時段艾美獎        | 最佳劇情類影集客串男演員   | 《王冠》     | 提名 | [ 57 ]                  |
| 2023 | 第28届评论家选择奖          | 最佳電影或迷你劇男配角     | 《教父秘辛》 | 提名 | [ 63 ]                  |

## 備註
1. ↑  又譯馬修·古德[5][6]或馬修·谷帝[7]。
2. ↑  整段原文：
3. ↑  整段原文：
4. ↑  整段原文：

## 外部連結
- 馬修·古德在互联网电影资料库（IMDb）上的資料（英文）